# 蔭洲升を覆う影
『蔭洲升を覆う影』（いんすますをおおうかげ）は、脚本家の小中千昭による短編小説。クトゥルフ神話の1つで、1994年に発表された。
ハワード・フィリップス・ラヴクラフトのホラー小説『インスマスを覆う影』を、日本を舞台に翻案した。1992年8月25日にテレビ放映されたTBSドラマを、脚本家自ら小説にしたもの。学研の『クトゥルー怪異録』に収録された。小中千昭にとっては最初の小説作品である。

## 制作経緯
TBSの『ギミア・ぶれいく』枠でオカルトドラマをやった際に、佐野史郎は『インスマスを覆う影』はどうすればできるかを考え、TBSの関係者と意気投合して盛り上がっていた。そうしているうちに、佐野出演の『ずっとあなたが好きだった』がヒットしたこともあり、主演企画が実現する。
佐野が千葉県の南房総を訪れた際に、魚料理の生臭さにインスマスを連想した体験がきっかけとなったという。ロケは福島県いわき市の近くで行われた。
ドラマは1992年8月25日に、TBSの『ギミア・ぶれいく』内で放送された。佐野は、視聴率が「なんと15パーセントくらい獲れた」と語っている。VHSソフトがパック・イン・ビデオから販売された。続いてドラマの脚本を手掛けた小中千昭が小説化し、1994年に学研ホラーノベルズの『クトゥルー怪異録』に収録された。2001年には小中千昭の短編集『深淵を歩くもの』に再録されている。
『インスマスを覆う影』の翻案だが、舞台を1990年代当時の日本に置き換え、ストーリーも異なるオリジナル作品となっている。主人公の虚実が揺らぎ現実感が崩壊する。
佐野史郎は、原作の背景にあるキリスト教や人種差別の土壌が、日本でやるには無縁なので、「魚の気持ち悪さ」（生ぬるい・ぬめっとしている、など）を活かすことへの着眼を述べている。

## 評価・影響
単行本の紹介文では「妖気ただよう魚怪の町インスマスを、ひなびた日本の漁村に置き換えたドラマ版は、その斬新な着想と凝った演出、俳優陣の熱演などによって、ラヴクラフト・ファンにも好評を博したが、その持ち味は今回の小説版にも十二分に活かされているといえよう」と述べている。
東雅夫は『クトゥルー神話事典』にて「インスマスを日本のひなびた漁村に移し替え、“忌まわしき故郷への帰還”というモチーフを主眼に置くことで、たんなる書き替えにとどまらぬ独自色を打ちだしている。だごん様、昭和の残光、アジフなど気になるアイテムも様々」と解説している。
後に、日本の神話スポットとして「夜刀浦」が創造されるが、本作から地名などが引き継がれている。

## 蔭洲升町
名前どおりに、インスマスを日本に置き換えた地名。昔は豊漁だったが、1990年代初頭現在では老人ばかりの、死んだ港町。最寄りの駅は赤牟（あかむ、あーかむ）。港町王港（おうみなと）と温泉地壇宇市（だんう）の合間に位置する。
路上には魚が雑に打ち捨てられているが、鳥も猫もいない。藤宮姓が多い。藤宮食堂は得体のしれない魚料理を出し、藤宮旅館は既に廃業しており、郷土資料館では藤宮伊衛門の写真を展示する。土着の原始宗教と外来仏教が習合した「陀金様（ダゴンさま）」という独自の宗教観を有する。
ノベライズ版によると、東北地方と示唆されている。インスピレーション元は南房総で、ロケ地は福島県いわき市。
後に朝松健が創造した土地「夜刀浦」は、南房総に設定されており、かつ近隣に王港や赤牟があるとされている。

## 作品内容

### 主な登場人物・用語
平田拓喜司（ひらた たくよし）
「私」。住所は東京西荻窪。旅雑誌「アジフ」の編集部に就職したばかり。34歳。
東京で生まれ母子家庭で育つ。カメラマンとして活動し、建築写真家を掲げていたが、実際は三流男性誌でエロ写真ばかり撮っていた。育ててくれた母親を雑に扱っている自分に嫌悪を抱いている。
平田の母
不治の病で入院中。私は見舞いにはほとんど行かず、時おり電話して看護婦に容体を尋ねるのが習慣になっている。
藤宮伊衛門（ふじみや いえもん）
昭和中期の写真家。木村伊兵衛や土門拳と並び称される。蔭洲升の出身で、町唯一の文化人。
写真集「昭和の残光」。作品例「蔭洲升の漁師たち」。
秦野珠美（はたの たまみ）
赤牟在住の宅配員。ワゴン車に乗り、携帯電話を持っている。20歳ほど。
同年代の者が皆、市内や東京に出ていく中で、生まれた赤牟を否定したくないと、残っている。さらに本心では、連れ出してくれる人を待っているのかもしれないと吐露する。
藤宮佳代（ふじみや かよ）
旧家の後家。色白で、和服を着用し、赤い石の指輪を嵌めている。30歳ほど。
「私が来るのを判っていた」「ずいぶん前にこの地に連れてこられた」などと意味深なことを語る。
藤宮吉治郎（ふじみや よしじろう）
郷土館の館長。藤宮伊衛門の写真を展示する。東京からのUターン組。40歳ほど。
「人間は物語を持っている」「物語なんて何の根拠もない幻想」と持論を語る。
菊地秀行と佐野史郎の対談にて、菊地が「彼は深きものどもではなく人間なのですか？」と問うと、佐野は「原作でいえばドラッグストアの店主に相当すると思う」と回答している。
老漁師
歯は矩形に変容し、口からは悪臭を放つ。私を「タクヨシ」と呼び、縋りついてくる。
陀金様（だごんさま）
蔭洲升で祀られている神仏。古代の漁師が、海に棲む者と契り、生贄と引き換えに豊漁を約束されたという伝承がある。
洞窟で奇怪な偶像を礼拝する。詠唱には「クスリュウ」「シュウプ・ニッグラトフ」などの名が含まれ、独自の訛りがある。
反魂舟（かえりぶね）
昔は村の者が死ぬと、舟に乗せて沖へと流した。海で永遠の命が得られたと伝わる。

### あらすじ
東京で生まれ育った「私」平田拓喜司は、不安定な生活に悩み、写真家という肩書を捨てて勤め人になると決意する。未練は大きく、決別のためにこれまで自分が撮ってきた写真を処分箱に詰める作業は、遅々として進まない。面接の直前、魚を連想させる男が自分を見つめていることに気づいて怪訝に思う。旅雑誌「アジフ」編集部での面接では、写真家としての経歴を質問され、ふと藤宮伊衛門の話題が出る。就職が決まり、帰り道に書店で藤宮伊衛門の写真集を見つける。掲載されていた昭和36年の撮影写真には、先ほど新橋で私を見つめていた男が写っている……まさか。私は蔭洲升という地名を記憶し、徐々に興味を強める。
私は取材と称して蔭洲升に行くことを決め、北上して赤牟駅で降り立つ。道中の列車や駅では、何度も母親の年齢を質問されて困惑する。バスに乗り損なったところ、宅配員の秦野珠美に声をかけられ、車に乗せてもらい、帰りの約束もとりつける。蔭洲升は寂れた港町であった。食堂に入るも、店主も客も陰気で、また魚料理が動いた気がして食べずに出る。宿を探すも民宿は廃業しており、交渉して離れに泊めてもらう。
2日目、私は藤宮佳代という女性に、呪縛じみた魅力を覚える。佳代が抱きついてきたとき、私のうなじを彼女の指輪がなぞるように傷つけ、疼痛が走る。宿に戻ると、荷物から撮影済のフィルムが全て盗まれていた。駐在所に行くも、身分証が無いことから冷たくあしらわれる。宿に戻る夜道で、私は浜の洞窟で奇怪な祭儀が行われているのを覗き見る。
3日目、藤宮伊衛門の写真を展示する郷土館の館長は、その祭儀は「陀金様」であると説明する。私は館長に「前にここに来たことがあるような気がしてならない、そんなはずないのに」と心情を述べると、館長は「人間は物語を作らないと生きていけないそうですよ。物語など幻想なのに」という主旨のことを語る。私は仕方がないので、失ってしまった写真を撮りなおすことにする。郷土館に配達に来た珠美と再会するも、冷たく接して別れる。私は佳代の家に行って彼女を抱くが、情交の様子は村人に覗き見られており、しかも佳代は見られていることを承知していた。
私はもう町を離れようと決心する。そこに老漁師が、「タクヨシ」と私の名を呼びながら縋りついてくる。彼の歯は肉食魚のように変容しており、その不気味な外見と行動に驚いた私は、恐怖のままに執拗に蹴りつける。宿に戻って荷物の整理を始めると、大勢の奇怪に変貌した者たちに包囲されていることに気づく。私は逃げ出し、公衆電話から珠美に電話をかけて助けを求めるも、彼女は先ほどの蛮行を見ていたと言い、送迎を拒否する。
館長に協力を求めて郷土館へ逃げると、そこには「私が東京の自宅で処分しようとしていた写真が」一面に貼られていた。珠美が運送してきたのだと理解するも、何が起こっているのかわからない。展示舟には先ほどの老人の死体が転がっている。現れた館長は「私の写真と藤宮伊衛門の写真は似ている」「さすが親子」「そんな父親になんてひどいことをするのか」と言い、そこで死んでいる老人が藤宮伊衛門だと説明する。館長は「あなたはこの土地で生まれた。今までの記憶は、全部自分で作っただけの物語にすぎない」と続け、1枚の写真を見せてくる。男児と母親が写っており、男児は私で、母親は佳代であった。混乱した私は、東京の病院に電話をかけて母を確認してもらおうとするが、平田などという入院患者はいないと返答され、虚実を見失う。死体の伊衛門は起き上がり、魚人間に変貌しながら、私の名を呼ぶ。
浜辺に立つ佳代を見て、私の精神は崩壊し、母の許に帰ってきたのだと堕ちる。沖には巨大な影が佇立し、咆哮が反響する中で、私はやがて海底に行く自分の物語を理解する。
後日、アジフ編集部に手記が郵送されてくる。同封されていた写真には、痩せて眼窩が窪んだ藤宮拓喜司と、赤い指輪の珠美が写っていた。藤宮拓喜司の行方は杳として知れない

### 収録
- 『クトゥルー怪異録』学研ホラーノベルズ、1994年
- 『クトゥルー怪異録』学研M文庫、2000年
- 『深淵を歩くもの』徳間デュアル文庫、2001年

## ドラマ版
ソフト化はVHSのみで、長らく視聴が困難な作品となっていたが、2021年4月にParaviで配信され、視聴が可能となった。

### あらすじ（ドラマ）
送迎を断った珠美であったが、思い直して車を走らせる。だが道中、魚怪に変異した町の者たちに包囲され、捕まって赤い指輪を嵌められる。
平田拓喜司は編集部に戻り、退職を報告する。ロケハンの報告書と称して『蔭洲升を覆う影』（愛巧太）という原稿と写真を提出した後、車で待つ珠美と共に蔭洲升へと帰る。

### 出演
- 平田拓喜司 - 佐野史郎
- 藤宮佳代 - 真行寺君枝
- 秦野珠美 - 河合美智子
- マルセ太郎
- バスの運転手 - 六平直政
- 富士原恭平
- 三川雄三
- 牧口元美
- 石黒正男
- 石川真希
- 吉田亮
- 大野剣友会
- 芸プロ
- 編集長 - 斉藤洋介
- 藤宮吉治郎 - 石橋蓮司
- 協力 - 東通、緑山スタジオ・シティ、高橋レーシング、丸善株式会社、(株)日本カメラ社

### スタッフ
- 原作 - Ｈ・Ｐ・ラブクラフト
- 脚本 - 小中千昭
- 音楽 - KAZZ TOYAMA
- 美術プロデューサー - 西川光三
- 美術デザイン - 加藤昌男
- 美術制作 - 藤井豊
- 写真制作 - 山口征彦
- 特殊メイク - 若狭新一
- 装飾 - 竹内秀和
- 装置 - 小穴健一
- 衣装 - 門倉誠
- 持道具 - 岩永克哉
- ヘアメイク - 渡辺由美子
- マットペインティング - 松島洋
- TD - 松岡良治
- カメラ - 長瀬元孝
- VE - 厚海修一
- 照明 - 小林章
- 音声 - 臼井久雄
- 音響 - 鳥水哲也
- 編集 - 野口善弘
- 演出補 - 関本浩秀
- ロケ担当 - 大沢稔
- 記録 - 三田真奈美
- プロデューサー - 難波一弘、戸田郁夫
- 演出 - 那須田淳

## 関連作品
- 秘神 - 朝松健が1999年に編んだ企画アンソロジー。オリジナルの神話スポット「千葉県海底郡夜刀浦」を共通舞台とする。
- 曇天の穴 - 佐野史郎作。同名の愛巧太という人物を主人公とする。
- 怪奇俳優の手帳 - 佐野史郎作。ドラマ『ダニッチの怪』撮影中に起こる怪異を描いた、虚実錯綜する短編。